# Via Campesina
La Vía Campesina (dallo spagnolo: la vía campesina, lett. "la via dei contadini") è un'organizzazione internazionale di agricoltori fondata nel 1993 a Mons, in Belgio, formata da 182 organizzazioni in 81 paesi, e che si descrive come "un movimento internazionale che coordina le organizzazioni contadine dei piccoli e medi produttori, dei lavoratori agricoli, delle donne rurali e delle comunità indigene dell'Asia, dell'Africa, dell'America e dell'Europa».
Via Campesina sostiene l'agricoltura sostenibile basata sull'agricoltura familiare ed è stato il gruppo che ha coniato il termine "sovranità alimentare".
La Vía Campesina realizza campagne per difendere il diritto dei contadini alle sementi, per fermare la violenza contro le donne, per la riforma agraria e in generale per il riconoscimento dei diritti dei contadini.